# Real Club Deportivo Mallorca (femenino)
El Real Club Deportivo Mallorca fue un equipo de fútbol femenino de Palma (Mallorca, Islas Baleares, España) fundado en 2008 y disuelto en 2013 como sección del RCD Mallorca. Jugó en categorías territoriales y llegó a competir en Primera Nacional, segundo nivel del fútbol femenino español.

## Historia

### Los inicios
El equipo se creó en 2008 al absorber en bloque al equipo del Recreativo Penya Arrabal, del barrio de Santa Catalina (Palma), más algunos fichajes de otros equipos, atraídas por el atractivo de jugar en el RCD Mallorca y formando un potente equipo. La sección fue concebida como un ambicioso proyecto, de cara a liderar el fútbol femenino en el archipiélago balear y seguir el camino de otros clubes españoles que gradualmente creaban sus equipos femeninos.
La competición de fútbol femenino en Baleares ya existía desde 1996 y estaba dominada por dos clubes, ya consolidados: la UD Collerense, que en 2009 lograría el ascenso a la máxima categoría nacional, la Superliga; y el Sporting Ciutat de Palma, nacido en 2008 a partir del CD Son Cotoner de Primera Nacional, segunda categoría absoluta.

### Temporadas
En su debut (temporada 2008-09) el equipo acabó tercero de su grupo, solo superado por los filiales de UD Collerense y Sp. Ciutat de Palma; pero fue el máximo goleador de la categoría y logró el ascenso a Liga Autonómica. Tuvo la opción de ascender a Primera Nacional al quedar plazas libres en dicha categoría, pero sorprendentemente el club lo rechazó.
Para el siguiente año (2009-10) disputó la Liga Autonómica y rozó el ascenso a categoría nacional, al quedar a solo dos puntos del campeón, el CD Atlético Jesús de Ibiza.
Por fin, en su tercera temporada (2010-11) acabó líder de la categoría, imponiéndose por solo un punto al filial del UD Collerense. Esto supuso el ascenso directo de las bermellonas a Primera Nacional.
Su llegada a categoría nacional (2011-12) debía suponer la consolidación del equipo mallorquinista, pero en cambio supuso el inicio de su declive. Ubicado en el Grupo 7 de Primera Nacional sufrió 23 derrotas en 26 partidos, acabó colista y descendió.
En su retorno a Liga Autonómica (2012-13), el potencial del equipo ya no fue el de antaño. Quedó en cuarta posición; pero en ningún momento tuvo opción de recuperar la categoría perdida, quedando a 30 puntos del primer puesto que daba el ascenso.

### Desaparición
Acabada la temporada, el RCD Mallorca decidió disolver la sección (reducida a un solo equipo, pues no existía fútbol base) y sus jugadoras se desperdigaron por otros equipos.
El equipo mallorquinista fue uno de los más equipos potentes en aquél momento, al que se añadieron otros fichajes de diversos conjuntos. Sin embargo, no se creó un filial ni se planificó estructura de fútbol base, lo que a largo plazo acabó precipitando su desaparición.
A pesar de que el RCD Mallorca gozaba de un presupuesto importante y competía entonces en Primera división, nunca creó una estructura de fútbol base femenina equivalente a la masculina y optaba cada temporada por fichar a promesas de otros clubs, sin crear una cantera propia. Además, durante las primeras temporadas se rehusaron ofrecimientos de ascender a categoría estatal que desacreditaban los buenos resultados alcanzados. A la larga, la falta de una apuesta firme por el fútbol femenino y la falta de relevancia en el club acabó con su desaparición al cabo de pocos años.
En años sucesivos ha habido rumores de recuperar la sección, pero nunca se confirmó nada hasta la fecha.

### Clasificaciones en Liga
- 2008-09: Regional, Grupo A (3º)
- 2009-10: Liga Autonómica (2º)
- 2010-11: Liga Autonómica (1º)
- 2011-12: Primera Nacional, Grupo 7 (14º)
- 2012-13: Liga Autonómica (4º)

 - Ascenso 

 - Descenso

## Entrenadores
- Ángel Florenza (2008-12)[8]
- Alejandro Clemente (2012-13)[9]

## Palmarés
- Liga Autonómica (1): 2010-11